# Hallberg-Rassyklass
Hallberg-Rassyklass är en typ av räddningskryssare inom Sjöräddningssällskapet, som introducerades 2019 med Rescue Mai Rassy.
Denna klass sjöräddningsfartyg har utvecklats av Sjöräddningssällskapet i samarbete med Profjord och leverantören Swede Ship Marine. Fartygen i Hallberg-Rassyklass är 15 meter långa och byggda i komposit.
Fartygen är utrustade för länspumpning och har också en vattenkanon. De kan medföra en rescuerunner på en plattform i aktern.

## Fartyg
- Rescue Mai Rassy (15-01), Räddningsstation Käringön, 2019
- Rescue Snow (15-02), Räddningsstation Falsterbokanalen, 2020
- Rescue Casque, Räddningsstation Lomma, 2021
- Rescue Vialla, Räddningsstation Räfsnäs. 2021
- Rescue Sven Salén, Räddningsstation Värmdö, 2022